# Nikkei 225
Nikkei 225 este indicele bursier al bursei japoneze Tokyo Stock Exchange. Indicele este cel mai urmărit de pe piața din Asia și este calculat zilnic de ziarul Nihon Keizai Shimbun (Nikkei) din anul 1971.
Pe 15 februarie 2021, Nikkei 225 a depășit pragul de 30.000 de puncte, atingând cel mai mare rezultat din ultimii 30 de ani. Motivul creșterii este programul de stimulare monetară implementat de Banca Japoniei pentru a atenua impactul financiar al pandemiei de COVID-19.
La sfârșitul anului 2022 cea mai mare influență asupra indicelui are compania Tokyo Electron (TYO: 8035).

## Calculul indicelui
Indicele este calculat luând suma „prețurilor ajustate ale acțiunilor” și împărțind acea sumă la „divizor”. „Prețul ajustat” al unei acțiuni este prețul acestuia înmulțit cu factorul de ajustare a prețului. Factorul de ajustare a prețului este de obicei 1 pentru majoritatea acțiunilor, dar este mai mic pentru acțiunile cu preț relativ ridicat. „Divizorul” este ajustat atunci când coșul de acțiuni se modifică și în timpul divizării acțiunilor sau al împărțirii inverse a acțiunilor, pentru a preveni explodarea indicelui de aceste evenimente non-piață.
Indicele Nikkei 225 este format din acțiunile companiilor. Nu sunt incluse acțiunile fondurilor mutuale, fondurile tranzacționate la bursă, fondurile imobiliare și acțiunile preferențiale. Sunt selectate cele mai tranzacționate acțiuni. Dacă o companie din index abandonează din cauza unei fuziuni sau a unui faliment, se caută un înlocuitor în același sector de piață.
Din ianuarie 2010, indicele a fost actualizat la fiecare 15 secunde în timpul sesiunilor de tranzacționare. Totodată, lista companiilor incluse în Nikkei 225 este revizuită o dată pe an, în octombrie.